# Star 1266
Star 1266 − prototypowy samochód ciężarowo-terenowy, 3-osiowy, zaprezentowany w 2000 roku przez zakłady Star Trucks w Starachowicach.

## Opis modelu
Prototyp samochodu został zaprezentowany we wrześniu 2000 roku na MSPO w Kielcach. Był on proponowany dla Wojska Polskiego jako bezpośredni następca najliczniejszych samochodów wojskowych tej klasy Star 266, wypełniający lukę między nowym modelem Star 944 o ładowności 3 tomy i Star 1466 o ładowności 6 ton.
Wraz z innymi nowymi modelami Star, samochód ten wyposażono w szereg elementów stosowanych już wcześniej w samochodach marki MAN: kabiny, silniki, mosty napędowe, przekładnie kierownicze. Star 1266 otrzymał długą dwumiejscową kabinę MAN ze składaną leżanką z tyłu, odchylaną hydraulicznie. Silnik jest wysokoprężny, czterocylindrowy MAN D0824LFL09, spełniający normę Euro 2, o mocy 155 KM (114 kW) i maksymalnym momencie obrotowym 580 Nm. Ogumienie pojedyncze o rozmiarze 12-20″ lub 14,5R20 z bieżnikiem terenowym lub uniwersalnym.
W odróżnieniu od modeli 944 i 1466, Star 1266 nie został skierowany do produkcji, natomiast Siły Zbrojne zamówiły modernizację partii samochodów Star 266M z elementami zastosowanymi w modelu 1266, w tym nową kabiną MAN.